# Kunzang Yuthok
Kunzang Yuthok (tibétain : ཀུན་བཟང་གཡུ་ཐོག, Wylie : kun bzang g.yu thog) aussi appelée Kunzang Diki Yuthok (tibétain : ཀུན་བཟང་བདེ་སྐྱིད་གཡུ་ཐོག, Wylie : kun bzang bde skyid g.yu thog), née le 15 mai 1958 à Darjeeling, est une femme politique tibétaine, représentante du dalaï-lama au Bureau du Tibet à Paris de 1997 à 2001.

## Biographie
Fille de Jigmie Dorji Yuthok et de Rinchen Omo, Kunzang Yuthok est née le 15 mai 1958 à Darjeeling, en Inde où elle a effectué sa scolarité à Panchgani. 
En 1973, Kunzang Yuthok part avec sa sœur rejoindre ses parents à Seattle aux États-Unis où elle s'installe, et poursuit ses études secondaires.
Elle obtient une licence en gestion publique de l’université de Seattle, et travaille dans des institutions hospitalières et commerciales. 
Elle est aussi une militante des droits de l’homme. À partir de 1989, elle est membre du conseil d’administration d'International Campaign for Tibet à Washington.
Elle fonde en 1990 l'association Tibetan Rights Campaign. 
En 1993, elle participe au Tibetan Resettlement Project, un programme en faveur de l’immigration de réfugiés tibétains aux États-Unis.
Elle participe à la préparation et coordonne la délégation tibétaine de la Quatrième conférence mondiale sur les femmes qui s'est tenue sous l'égide de l'ONU à Pékin en Chine du 4 au 15 septembre 1995. 
Elle est déléguée lors de la Conférence Habitat II du Programme des Nations unies pour les établissements humains qui s’est tenue en 1996 en Turquie, à Istanbul.
En février 1997, elle est nommée représentante du dalaï-lama à Paris pour la France, le Benelux, le Portugal et l’Espagne, ainsi qu’auprès de l’Union européenne. Tashi Phuntsok lui succède en 2001.
Kunzang Yuthok est portée disparue à Kailua-Kona à Hawaï le 20 novembre 2023.